# モアテン・オルセン
モアテン・オルセン（Morten Olsen, 1949年8月14日 - ）は、デンマーク・ヴォアディンボー出身の元同国代表サッカー選手、元サッカー指導者。現役時代のポジションはDF（リベロ）。
デンマーク語発音により近い表記は「モーデン・オールスン」。

## 経歴
現役時代はベルギーのRSCアンデルレヒトやドイツの1.FCケルンなどに所属し「世界最高のリベロ」と評された世界屈指のセンターバックであった。同胞のアラン・シモンセンと比べると大器晩成型の選手で30代を過ぎてから世界的に注目されるようになった。
デンマーク代表では名将、ゼップ・ピオンテック監督の下で主将を務め、ダニッシュ・ダイナマイトと評された攻撃的なチームを守備の面から支え、80年代の同国の躍進に大きく貢献した。
1989年に39歳で現役引退すると直ぐに指導者の道を歩み、ブレンビーIFやアヤックスで監督を務めた後、2000年にデンマーク代表の監督に就任する。ヨン・ダール・トマソン、イェスパー・グレンケアらを擁する好チームを作り上げ、2002年のワールドカップ日韓大会と2004年のUEFA EUROでは本大会に進出し、共に決勝トーナメントに導いたが、2006年のワールドカップドイツ大会欧州予選ではウクライナやトルコ、ギリシャといった強豪が集う死のグループに属し予選3位の結果に終わった。
2010年のワールドカップ南アフリカ大会ではベテラン選手を中心としたチームを編成しオランダ、日本、カメルーンからなるグループEで3位に終わった。
2012年のヨーロッパ選手権ウクライナ・ポーランド大会ではドイツ、ポルトガル、オランダからなるグループBで3位に終わった。
2015年3月17日に2016年ヨーロッパ選手権フランス大会後に監督職から引退することを表明した。
最終的に2016年ヨーロッパ選手権フランス大会予選のプレーオフでスウェーデン代表を相手に敗戦し、本大会出場権を逃した直後に監督職から引退した。
15年間代表監督を務めたオルセンはデンマーク代表の歴史上最も長く代表監督を務めた人物である（2位は同職を11年間務めたゼップ・ピオンテック）。

## 代表歴

### 出場大会
- デンマーク代表
  - 1986 FIFAワールドカップ

### 試合数
- 国際Aマッチ 97試合 2得点（1970年-1989年）[1]

| デンマーク代表 | 国際Aマッチ | 国際Aマッチ |
| 年             | 出場        | 得点        |
| -------------- | ----------- | ----------- |
| 1970           | 3           | 0           |
| 1971           | 5           | 0           |
| 1972           | 3           | 0           |
| 1973           | 1           | 0           |
| 1974           | 6           | 0           |
| 1975           | 2           | 0           |
| 1976           | 4           | 0           |
| 1977           | 2           | 0           |
| 1978           | 3           | 0           |
| 1979           | 6           | 0           |
| 1980           | 5           | 0           |
| 1981           | 5           | 0           |
| 1982           | 2           | 0           |
| 1983           | 6           | 0           |
| 1984           | 10          | 0           |
| 1985           | 7           | 0           |
| 1986           | 12          | 0           |
| 1987           | 5           | 0           |
| 1988           | 7           | 1           |
| 1989           | 3           | 1           |
| 通算           | 97          | 2           |

### 得点
| # | 開催日        | 開催地                                           | 対戦国       | スコア | 結果 | 大会                         |
| - | ------------- | ------------------------------------------------ | ------------ | ------ | ---- | ---------------------------- |
| 1 | 1971年5月5日  | コペンハーゲン、コペンハーゲン・イドラーツパルク | スイス       | 2-0    | 4-0  | ミュンヘンオリンピック・予選 |
| 2 | 1971年8月1日  | オールボー、オールボー・スタディオン             | イングランド | 2-1    | 3-2  | 親善試合                     |
| 3 | 1988年6月5日  | オーデンセ、オーデンセ・スタディオン             | ベルギー     | 1-1    | 3-1  | 親善試合                     |
| 4 | 1989年6月18日 | コペンハーゲン、コペンハーゲン・イドラーツパルク | ブラジル     | 1-0    | 4-0  | トーリ・トーナメント         |

## タイトル
クラブ
- ベルギーリーグ優勝：3回 (1980-81, 1984-85, 1985-86)
- UEFAカップ優勝：1回 (1982-83)
- ドイツ・ブンデスリーガ準優勝：1回 (1988-89)

監督
- デンマーク・スーペルリーガ優勝：2回 (1990, 1991)
- エールディヴィジ優勝：1回 (1997-98)
- オランダカップ優勝：1回 (1997-98)

個人
- デンマーク年間最優秀選手：2回 (1983, 1986)